# Upravljanje znanjem
Upravljanje znanjem je danas naširoko poznat pojam i prakticira se u mnogim organizacijama, a korisno je pogledati unatrag u prošlost na ovaj "stari", ali i novi pojam i vidjeti kako su se dijelovi tog područja razvijali. Upravljanje znanjem kao i svaki sustav ima svoju vrijednost kako u prošlosti tako i u sadašnjosti, ta njegova kombinacija s novim idejama "koje su svi ionako znali" ljudima koji ga koriste daje mogućnost novog pogleda na stvari.
Dok se istražuju nove profitabilne mogućnosti da zamijene postojeće usluge kojima ističe mogućnost eksploatacije novima, činjenica je da upravljanje znanjem odgovor na stvarne socijalne i ekonomske trendove: globalizaciju, svuda – prisutnu informatizaciju i centralistički pogled na znanje koje ima organizacija. 
Globalizacija je najočigledniji i najjasniji krivac. Kompleksnost i obim globalne trgovine, količina globalnih učesnika, proizvoda i distribucijskih kanala je veća nego ikada. Ubrzanje svih elemenata globalne trgovine, uglavnom zbog informacijske tehnologije, i opadanje centraliziranih ekonomija stvorili su pravu pomamu unutar organizacija koje pokušavaju što brže na tržištu ponuditi nove proizvode i usluge i na što širem tržištu. Ova situacija globalnih razmjera dovodi organizaciju pred pitanje "što zna ?", "tko zna ?" i "što ne zna, a trebala bi znati ?".
Nenamjerna posljedica svuda prisutne i transparentne informatizacije je skupo znanje koje se ne može digitalizirati, kodirati i jednostavno distribuirati. Kako se pristup informacijama povećava tako ljudi imaju pristup informacijama koje trebaju u svako vrijeme i na bilo kojem mjestu i to za malu ili nikakvu naknadu, vrijednosti kognitivnih sposobnosti su još uvijek nezamjenjive. 
Slijedom toga komponente u znanju kao što su prosuđivanje, dizajn, vođenje, bolje odluke, sposobnost uvjeravanja, inovacija, estetika, dosjetljivost i doza humora postaju vrednije nego ikad prije. Mnogi autori ističu da je informacija ultimativni objekt pohoda svake organizacije, za znanje intenzivne sposobnosti se veoma cijene, osobito one koje su potrebne u organizacijama koje se bave izradom aplikativnih programa. Upravljanje znanjem se dijelom stvorilo iz spoznaje manje digitaliziranih faktora i prilično je jasno da treba smisliti način oni iskoriste i da se profitira od njih.
Manje evidentan, ali ništa manje važan trend je pojava centralističkog pogleda na znanje u organizacijama. Ako se na organizaciju gleda kao na koordiniran skup sposobnosti povezanih sa svojom povješću i limitiranih s efektivnošću trenutnih kognitivnih i socijalnih sposobnosti. 
Temeljna "cigla" iz koje su izgrađene te sposobnosti je znanje, osobito znanje koje je prešutno i specifično za tu organizaciju. 
Jedna dobra prekretnica je konferencija o upravljanju znanjem koja je održana 1993. godine u Bostonu na kojoj je sudjelovalo više od 150 sudionika. Mnogi sudionici su pokušali u svojim izlaganjima definirati organizacijsko znanje i diferencirati ga od podataka i informacija. Sudionicima konferencije znanje je bilo ključni ostatak onoga što je preostalo za definirati kao faktor produktivnosti nakon što je sve ostalo uračunato. Također sudionici su osjećali nelagodu od spoznaje da i savršeno upravljanje informacijama ne vodi ka povećanju produktivnosti ili inovaciji.
U to vrijeme je upravljanje znanjem kao područje bilo novo i neistraženo pa su mnoge diskusije ostale samo teoretske, ali u to vrijeme je bilo nekoliko obećavajućih projekata vezanih uz znanje koji su bili istaknuti. General Motors je u to vrijeme započeo nekoliko projekata pod vodstvom eng. "chief knowledge officer" funkcije u organizaciji koju je u to vrijeme obavljao Vince Barabba.
Kompanija Huges Aerospace And Electronics je uvodila inovativan sustav za bilježenje informacija o ponavljajućim problemima iz područja istraživanja i razvoja. Korporacija Xerox, IBM i HP su također bili rani istraživači područja upravljanja znanjem s pokušajima primjene svojih neprikoslovenih tehnoloških sposobnosti na upravljanje znanjem.
Upravljanje znanjem vuče svoje korijene iz ekonomije, sociologije, filozofije i psihologije. 
Nobelovac Kenneth Arrow je 1962. godine napisao rad na temu "učenje kroz rad" u kojem je opisao fenomen koji je primijećen tijekom Drugog svjetskog rata, a taj je da je za izradu drugog zrakoplova potrebno zamjetno manje vremena. 
Što se tiče učenja još jedan pokretač upravljanja znanjem dolazi direktno iz ekonomije iz potrebe kako opisati i uračunati varijacije u performansama i zašto organizacije koje se nalaze u sličnim uvjetima se razlikuju u krajnjem rezultatu iako radnici imaju pristup jednakom znanju, tehnologijama i sve druge uvjete.
Tako je recimo kompanija BP u analizi krajnjeg rezultata s pogledom na znanje, ustanovila različitosti u lokalnom znanju, znanju koje je uglavnom bilo prešutno i nedokumentirano. Kao rezultat bilježenja takvog znanja BP je postigao značajne uštede i postupno legendaran status unutar krugova upravljanja znanjem.
Sociologija je doprinijela upravljanju znanjem tako da je dala mikro i makro perspektivu na upravljanje znanjem. Sociolozi Daniel Bell i Fritz Machlip su bili jedni od prvih u pokušajima definiranja postindustrijskog na znanju baziranog društva. Njihova je definicija da na mikro nivou interna struktura mreže i zajednice ima očite veze s upravljanjem znanjem. Znanje postoji i stvara se uglavnom u ovim strukturama. Upravljanje znanjem je naslijedilo brigu o socijalnim faktorima koji utječu na dijeljenje znanja tj. u kojim uvjetima dolazi do dijeljenja znanja, u kojim uvjetima se u zajednici uči, u kojim uvjetima se koristi, mijenja ili ignorira ono što je naučeno od drugih. Ovi socijalni faktori utječu na razvoj znanja, i alata i tehnika upravljanja znanjem.
Filozofija i psihologija su od samog početka istraživale razlike između stihijskog i eksplicitnog znanja. U posljednjih nekoliko godina pojava baza podataka je omogućila spremanje velikih količina podataka i informacija pa samim time i eksplicitnog znanja, ali ujedno i do velikih količina prešutnog znanja čija je cijena vrlo visoka. Vrijednost tog znanja proizlazi iz rijetke ekspertize koju nije lako kopirati i oponašati, i iz rijetkog znanja organiziranja i odabira informacija da bi se mogle koristiti. Jedan od prvih uspjeha upravljanja znanjem je ponovno korištenje i transformacija znanja eng. reacknowledge. Psihologija također proučava različite vrste znanja kao i razloge zašto ljudi uče, zaboravljaju, ignoriraju…, a daje i pogled na prirodni kognitivni proces i postavlja pitanja volje, želje i motivacije koje omogućavaju ili ne omogućavaju jednostavno prenošenje znanja od davatelja prema primatelju.

Tri su prakse koje su doprinijele najviše upravljanju znanjem. To su upravljanje informacijama, upravljanje kvalitetom i upravljanje ljudskim kapitalom i resursima. Upravljanje informacijama se razvilo tokom sedamdesetih i osamdesetih godina, a fokusira se na manipuliranje informacijama, vrednovanjem informacija, operacijskim tehnikama, neovisno o informacijskoj tehnologiji koja se koristi. Informacija u ovom kontekstu podrazumijeva dokumente, podatke i strukturirane poruke. Informacijska tehnologija s druge strane se fokusira na sam prijenos informacija, dok se upravljanje informacijama i upravljanje znanjem fokusira više na sadržaj i kvalitetu informacija i na utjecaj te informacije na primatelja i/ili organizaciju. 
Upravljanje informacijama otkriva da nisu svi tipovi informacija jednako vrijedni i da se njima upravlja na različite načine. Ovaj pogled je postao srce upravljanja znanjem danas. Upravljanje znanjem osim da nudi znanje na korištenje razlikuje tehnike i prikladne načine za dijeljenje znanja i korištenje znanja.
Upravljanje kvalitetom je fokusirano na klijente, zajedničke procese i zajedničke ciljeve unutar organizacije, a upravljanje znanjem je posudilo ova tri cilja. Upravljanje kvalitetom se primjenjuje u procesu proizvodnje dok upravljanje znanjem ima širi pogled i pristup.
Upravljanje ljudskim kapitalom i resursima je jako dobro poznato s teoretske strane. U praksi, teško da vrijednost ljudskog kapitala i važnost da se investira u njega, neće ostati izobličena. Esencijalna poruka svih istraživača ovog područja je da moguće ostvariti povećani financijski rezultat od investiranja u individualne treninge i školovanja. Ovakvo investiranje ima viši povratni faktor od ostalih prilika za investiranje, ali usprkos tome mnoge organizacije gledaju na edukaciju svojih zaposlenika kao na trošak, a ne kao na investiciju. Upravljanje ljudskim resursima fokusira se na individuu za razliku od upravljanja znanjem koje se više veće za grupe, zajednice i mreže. Upravljanje znanjem gradi na idejama upravljanja ljudskim resursima i daje jasni pregled ljudskog kapitala organizacije svojim korisnicima dok razvija alate i tehnike za korištenje tog znanja.
Gledajući prema budućnosti upravljanje znanjem može uzeti dva pravca. Jedan je kao i kod upravljanja kvalitetom, da postane transparentno tako da se njegove ključne ideje i ciljevi stope u organizaciju i da postane manje ili više transparentno u organizaciji tj. da postane potpuno prirodan način u organizaciji posla. Drugi, manje privlačan put je taj da krene putem reinženjeringa koji je postao u nekim slučajevima sinonim za kresanje organizacije i koji je u nekim slučajevima donio više štete nego koristi.